# Union Progressiste pour le Renouveau
Die Union Progressiste pour le Renouveau (UPR), ursprünglich nur Union Progressiste (UP), ist eine politische Partei im westafrikanischen Staat Benin.

## Geschichte
Die Gründung der Partei erfolgte am 1. Dezember 2018 mit rund 8000 Delegierten aus allen Teilen des Landes. Gründungsvorsitzender war Bruno Amoussou. Als eine von zwei Parteien auf dem Wahlzettel zur Parlamentswahl 2019 erreichte die Partei 47 von 83 Mandaten. Vorausgegangen war eine Wahlreform der von Patrice Talon geführten Regierung, die angesichts von über 200 Parteien im Land und 20 angetretenen Parteien im Jahr 2015 eine Zersplitterung vermeiden wollte. Bei dieser Wahl errang die Partei, die als Pro-Talon gilt, 47 von 83 der Stimmen. Bei den Bürgermeisterwahlen der Kommunen setzten sich in 34 Fällen Parteivertreter durch.
Am 12. Juli 2022 trat Joseph Djogbenou von seinem Amt als Präsident des beninischen Verfassungsgerichts zurück, um vier Tage später Nachfolger von Amassou zu werden.
Einen Monat später folgte die Fusion mit der von Adrien Houngbédji gegründeten Parti du renouveau démocratique (PRD, deutsch Partei der Erneuerung der Demokratie). Diese erlosch damit und der Name der UP änderte sich in „Union Progressiste pour le Renouveau“. Von der PRD wurden aus deren Logo der Regenbogen sowie Porto-Novo als Hauptsitz übernommen. Die Leitung der Partei blieb weiterhin bei Djogbenou.
Bei der Parlamentswahl 2023 gehörte die UPR zu den drei Parteien, die Mandate errangen. Mit 53 von 109 Sitzen gewann sie absolut dazu, verringerte aufgrund der Vergrößerung des Parlaments ihren relativen Anteil.

## Vorsitzende
- Bruno Amoussou, 2018–2022
- Joseph Djogbenou, seit 2022